# 游戏外挂
遊戲外掛，又称輔助是指為玩家獲得優點的程序或軟體，即利用電腦技術針對一個或多個軟件進行非原設操作，大幅增強技能和超越常規的能力，從而達到輕鬆獲取勝利、獎勵的好處。
外掛此詞原本是指為增加程式的額外內容而附掛的額外部件，針對某一款遊戲而設計的、修改遊戲中部份程式的程式。用動詞來形容外掛就是“使用外部程式對原本程式進行強化”這種行為。
而隨著後來使用者的需求之下，出現了專門針對特定線上遊戲的外部程式，甚至包涵了影響遊戲公平性的功能，而理所當然的使用這些外部程式被遊戲公司認定為不當行為，連帶的使得很多人產生了外掛一詞必定等於違法的誤解，甚至與遊戲公平性無關的程式（例如視覺色彩效果加強等）或根本不是用於遊戲的其他程式原本意義上的外掛也受到牽連。

## 主要類型

### UI（使用者介面）
- 這一類的外掛，用於修改遊戲用戶端的顯示畫面，且此類外掛幾乎不會影響到遊戲進行的公平性。根據性質不同，可能被稱為外掛程式（Plug-in）或是作弊器（Cheater）。
- 故部分的線上遊戲，視為使用者責任自負（不禁止使用）。使用此類的外掛，可能導致無法正常進入遊戲，或是當遊戲改版時，無法正常更新。
- 然而在某些UI程式中，允許在遊戲中顯示原本用戶端無法看到的程式運算內容，如：敵方攻擊力、防禦力，因而被遊戲公司認定為外掛。

### 輔助操作型
- 搖桿轉換鍵盤輸入，部分的線上遊戲未支援搖桿，這時可以透過外掛將搖桿訊號轉鍵盤訊號來進行遊戲。此類的外掛，大多未禁止使用。

### 自動型
- 按鍵自動輸入（巨集外挂），例如預先錄製好的連續按鍵動作，透過指定某些按鍵的組合來觸發，使其模擬真人重複進行按鍵的輸入。除了软件，有些针对游戏开发的鼠标等硬件设备也能提供类似的功能。部分的遊戲廠商無視其遊戲的操作是否組合繁複，禁止使用此類手速的外掛。
- 防止斷線（挂机外挂），部份線上遊戲在玩家閒置時，會自動將玩家切斷連線，以免佔用伺服器的資源。這類的外掛可能在遊戲中重複單一的動作來防止斷線，例如：定時移動或與距離最近的NPC對話。
- 全自動機器人程式（BOT），由於此類的外掛具有24小時日夜無休的特性，故對於遊戲內虛擬貨幣的市值，影響極大。多數禁止使用。但也有部分遊戲反其道而行，將BOT改為遊戲內預設的功能，以伺服器在玩家離線時進行自動代玩的方式來進行遊戲。

### 其他
- 加速器，功能為加快玩家的動作速度。極可能對於遊戲進行的公平性造成影響，故幾乎都禁止，或是由伺服器端判定，當使用加速器，就強制該名玩家離線。但部分遊戲的特定職業具有移動加速的技能，或有移動加速的道具（如：跑Online），故肉眼極難分辨兩者的差異。
- 記憶體修改程式，對線上遊戲而言，幾乎只能算是使用者自娛。因為線上遊戲的計算，幾乎都是在伺服器端完成的。但也有一些遊戲例外（例如：楓之谷、三小俠），可以藉由修改記憶體來達成一些破壞遊戲規則的功能。
- 封包修改，此類的外掛大多會破壞遊戲進行的公平性，故幾乎都是禁止。
- 地圖修改，透過替換遊戲放在用戶端的地圖檔，有些遊戲可能達到無視障礙物的穿牆效果。（如：特種部隊Online）
- 座標修改，一些手機遊戲如《Ingress》、《精靈寶可夢GO》等，會讀取裝置的經緯度座標，因此有的外掛或App藉由送出變造過的座標資訊欺騙遊戲。
- 障礙物透視，有些外掛可藉由動態重設顯示卡的貼圖設定，達到牆、地板或天花板呈現半透明的效果，這種外掛通常用於射擊遊戲中。（如：絕對武力Online、PUBG）
- 自动瞄准（英語：Aimbot）：簡稱「自瞄」，常出现于射击游戏中。此类外挂通常会在侦测到敌人后自动锁定，由此使得玩家免于进行索敌及瞄准。
- 无后坐力：一些射击游戏（如PUBG）内有枪支后坐力机制，使用此类外挂可使弹道集中于一点，通常配合自动瞄准外挂使用。
- 踢出隊伍或使他人斷線（Disconnecting），部分遊戲的經驗值或任務獎勵的分配，是以任務完成後隊伍裡的總人數做分配。因此在結束任務後，將隊友踢出隊伍能獨佔任務獎勵。
- 訊息分享，有些外掛能讓原本在遊戲中不允許直接對話溝通的角色或不同陣營互相通訊。這可能包含將對話或隊伍資訊洩漏給敵對的隊伍。
- 部分遊戲公司也將硬體操作視為外掛的一種，例如用重物壓住、使用機器來控制鍵盤等，來達到控制遊戲效果。（如：墨湘Online）

## 外掛與反外掛的相關技術

### 外掛實作的方法
- 用戶端檔案的修改與置換。
- 用戶端程式碼的修改，或以外部程式進行Hook與程序設定。
- 作業系統或驅動程式層級的修改。
- 封包欄截、修改與操作。
- 記憶體修改、竄改內容。

### 預防或限制外掛的方法
- 檢查用戶端檔案，防止檔案被修改。
- 使用非標準格式的檔案或是封裝檔案，減少用戶端檔案被修改的機會。
- 伺服器端檢查玩家的操作是否合理。
- 用戶端執行環境的檢查與自動回報機制，可藉由程式判定，區分出使用已知外掛的玩家。
- 对于被判定使用外挂的用户，服务器会对其采取强行下线、封禁帐号等措施。
- 在服务端上安装反作弊插件。

## 遊戲外掛的影響

### 單機遊戲外掛的影響
單機遊戲外掛，讓任何玩家皆可輕易完成遊戲。部分單機遊戲外掛則可增加遊戲中對玩家有利的功能，從而令該遊戲的玩法變得更容易，或主觀地增加遊戲趣味性。
但是，來路不明的外掛，可能在轉发、散佈的過程中，被惡意植入病毒或木馬。

### 線上遊戲外掛的影響
外掛會造成伺服器端的無效資料增多（這通常是因為外掛軟體開發者沒有掌握伺服器端的技術而造成），由於使用外掛者大多不在電腦前加以控制，而令玩家長期處於“掛機”狀態，伺服器需要使用更多資源來處理這些並非由人控制的角色，令伺服器端的工作量激增，線上遊戲營運商需要開啟更多伺服器來處理這批角色，而使營運成本增加（可能令其他玩家遊戲畫面或速度減慢）。

## 玩家的看法

### 線上遊戲外掛
各線上遊戲玩家對外掛的看法不一。大多數線上遊戲玩家都反對使用外掛，但仍有一小部分玩家支持使用外掛。
- 支持者認為，遊戲本身已失去公平性、可玩性低下，使用外掛能保持遊戲公平、提高遊戲可玩性。现在很多玩家遇到作弊者仍旧是表里不一，希望作弊者带自己赢得比赛，但却表漏出反外挂的样子。[來源請求]

反對者認為，使用外掛會令遊戲失去公平性，降低遊戲可玩性。當懷疑其他玩家使用外掛時，通常都會主動聯絡游戏客服进行檢舉。
有小部分玩家認為需繳費才可下載的外掛是遊戲軟體的發行公司自行製作的，目的是吸引使用外掛的玩家繼續付費遊玩。
在一些線上遊戲的私服中，由於無遊戲營運商的管理，所以較多玩家使用外掛。但在某些私服中，也可能因玩家人數較少，管理员較容易管理，因此幾乎沒有玩家使用外掛。
还有一种使用外挂和外挂对战的玩法（hvh，hacker vs hacker），这种玩法是双方外挂比拼，通常在没有反作弊的服务器里运行，这种游戏形式也是从另一种意义上的“公平竞技”，但许多玩家仍旧抵触外挂，无论是在什么服务器里。

### 線上遊戲外掛與遊戲帳號的盜取
在市場以線上遊戲為主流之後，由於部份玩家貪圖便利性與想快速升級的需求，於是便有虛擬貨幣或道具的買賣行為產生。而外掛製作者，就在外掛中暗藏“木馬”類型的電腦病毒如熊貓燒香、犇牛等，以盜取線上遊戲玩家帳號資料、洗劫所有的遊戲虛擬貨幣與道具，再轉賣給其他玩家的方法來獲得收益（此為非法行為）。利用病毒，可以盜取賬號，甚至駭入電腦

## 商家的看法
線上遊戲外掛經常被遊戲營運商認定為最大的敵人。但就網咖業者而言，適度提供外掛反而能增加玩家們來店消費的頻率。（例如：自動登入、自動使用道具……等等）
由於線上遊戲外掛造成大量玩家流失而造成線上遊戲營運商大量資金損失。大部分線上遊戲營運商都反對玩家使用外掛，並鼓勵玩家舉發外掛使用者，甚至提供線上遊戲中的利益以資鼓勵。一經證實該玩家使用外掛，通常以立即刪除帳號或永久停權處分，甚至封鎖該玩家IP。但外掛始終無法杜絕。在阻止玩家使用某種外掛後，通常會出現另一個更難防範的外掛。
電腦遊戲生產商暴雪娛樂（Blizzard Entertainment，又稱暴風雪）及維爾福軟體公司（Valve Software）曾經多次嘗試過大規模地打擊在多人連線遊戲中的外掛使用者，以永久停權處分，並取得良好的效果。在每次行動之後，均有一段時間較少玩家於遊戲中使用外掛。
某些遊戲營運商並不認為外掛是敵人。遊戲營運商可能因使用外掛的玩家付費遊玩而獲取更大的收益。

## 有關的法律條文
外掛是否違法要依外掛的性質及各國法律的解釋、判決而定。

### 台灣
刑法第 359 條
無故取得、刪除或變更他人電腦或其相關設備之電磁紀錄，致生損害於公眾或他人者，處五年以下有期徒刑、拘役或科或併科六十萬元以下罰金。
刑法第 360 條
無故以電腦程式或其他電磁方式干擾他人電腦或其相關設備，致生損害於公眾或他人者，處三年以下有期徒刑、拘役或科或併科三十萬元以下罰金。
亦可依實際所受到之損害向法院提起民事訴訟。

### 中國大陸
《全國人大常委會關於維護互聯網安全的決定》、《關於開展對“私服”、“外掛”專項治理的通知》以及《互聯網文化管理暫行規定》。
《互聯網文化管理暫行規定》第十七條：互聯網文化單位提供的文化產品，使公民、法人或者其他組織的合法利益受到侵害，互聯網文化單位應當依法承擔民事責任。
实际操作中，依照情况不同和处理的法院的不同，外挂制作者和经营者可能被认定犯有非法经营罪、侵犯著作权罪或者破坏计算机信息系统罪之一。无论如何，经营或开发外挂在中国大陆均属违法行为。

### 香港
第210章第19條偽造帳目（盜竊罪條例）：
1. 凡任何人為使自己或另一人獲益，或意圖使另一人遭受損失而不誠實地─
  1. 毀壞、污損、隱藏或揑改任何帳目，或為會計用途而製備的紀錄或文件，或需要作為會計用途的紀錄或文件；
  2. 在提供資料作任何用途時，提出或使用任何他知道在要項上是或可能是誤導、虛假或欺騙的帳目或任何上述的紀錄或文件，即屬犯罪，循公訴程序定罪後，可處監禁10年。（由1986年第46號第4條修訂）
2. 就本條而言，任何人在帳目、紀錄或文件內作出或贊同作出任何在要項上是或可能是誤導、虛假或欺騙的記項，或在帳目、紀錄或文件內略去或贊同略去任何要項，均視為揑改該帳目、紀錄或文件。（由1993年第23號第7條修訂）
3. 就本條而言，“紀錄”（record）包括用電腦保存的紀錄。（由1993年第23號第7條增補）